# Manettia recurva
Manettia recurva är en måreväxtart som beskrevs av Thomas Archibald Sprague. Manettia recurva ingår i släktet Manettia och familjen måreväxter. Inga underarter finns listade i Catalogue of Life.